# Ixonanthes
Ixonanthes es un género de árboles perteneciente a la familia  Ixonanthaceae. La especie tipo es Ixonanthes reticulata Jack.  El género fue descrito por William Jack y publicado en Malayan Miscellanies  2(7): 51 en el año 1822. LT designated by Hutchinson, Gen. Fl. Pl. 2: 593 (1967).
Contiene las siguientes especies:

## Especies
- Ixonanthes chinensis, Champ. - China, Vietnam
- Ixonanthes isocandra, Jack - Sumatra, Malasia
- Ixonanthes khasiana, Hook.f. - India
- Ixonanthes petiolaris, Blume - de Tailandia a Filipinas y Sulawesi
- Ixonanthes reticulata, Jack - desde India a Nueva Guinea